# 食の砂漠
食の砂漠（しょくのさばく） あるいは フードデザート（英語: food desert）は、食料品店へのアクセスの低下や貧困・社会的孤立などによる食料品の供給体制の崩壊に加え、社会的弱者の集住が併発しているときに発生する社会問題である。
「フードデザート問題」という用語はイギリス政府により名付けられ、1990年代以降に学術研究が行われるようになった。日本では、中心商店街の衰退が進行した2000年頃から拡大し、その原因として都市構造の変化や社会的弱者の増加が挙げられる。
フードデザート問題は単なる買い物弱者問題ではなく、本質的には社会的排除であり、対策の上では買い物弱者問題と社会的排除問題の両方に取り組む必要がある。

## 概要

### 海外
20世紀後半、先進国ではサービス経済化が進展するにつれ、都市の中心部において業務機能の集積が進行し、地価の上昇と居住人口の減少をもたらした。一方、自動車交通の発達・普及により、消費者は長距離を移動しての購買行動が可能となり、その結果地価の安い都市郊外に大型店舗（ロードサイド店舗）が立地するようになった。
このような「地価の上昇」「居住人口の減少」と郊外店舗という競争相手の出現により、これまで近隣住民を対象として成立してきた都心部・中心市街地の食料品店・日用品店は経営が悪化し、その多くが撤退するという現象を生み出している。一方で高地価でも立地が可能で遠距離からの消費者も呼び込める、百貨店のような店舗は残ることが多いが、このような店舗形態は一般に商品の販売価格が高く、全ての生活必需品を揃えることも困難である。その結果、安価で生活必需品を購入することの困難な地区が発生するようになった。
一方、このような地区では従来の居住者が一定数は残留しており、このような居住者は商店の撤退に伴い、日常の購買行動に重大な支障をきたすこととなった。特に生鮮食料品の購入が困難になると、その摂取量が不足し、健康を悪化させるおそれも生ずる。このような生鮮食料品の購入が困難となり健康の悪化を招くことに着目して使われるようになったのが、この「食の砂漠」問題（Food Deserts Issue）の語である。この問題は、特に低所得・高齢などのため自動車や原動機付自転車（原付）を所有できない（運転できない）、かつ住み替え能力の低い居住者だけが取り残され、若者から「専門店のない地方」への居住が忌避されやすくなるため、社会的排除の典型例として問題視されている。

### 日本
日本の路線バスの輸送量は、高度経済成長後の1960年代後半をピークに減少に転じ、当時の田中角栄首相が日本列島改造論を唱えた1972（昭和47）年以降は自家用車の普及と道路整備の進展により、地方のバス路線は長距離路線から次第に廃止された。さらに1980年以降はこうしたモータリゼーションがさらに進展して鉄道の輸送量も減少、赤字ローカル線の増加が社会問題化したが、こうした赤字ローカル線の多くが特定地方交通線によって廃止された。
2000年に大規模小売店舗法（大店法）が廃止され、代わりにまちづくり3法の1つである大規模小売店舗立地法（大店立地法）が施行された。日本では長年、諸外国から非関税障壁であると指摘され、大規模小売店舗に関する規制緩和を求められていた。中小規模小売店舗の与党支持層を守る目的から規制緩和を長らく拒否していたが、事実上欧米諸国からの外圧に屈する形で制定された。その結果、郊外型大手大型スーパーの大量出店が地方を中心に展開された。
公共交通機関の衰退、少子高齢化の急速な進行、大型店舗の進出などにより、地方では大型店に顧客を奪われた中小規模小売店舗の経営不振が顕著になり廃業や経営破綻が相次ぐようになる。特に古くからの住宅地や鉄道駅周辺にある商店街の地元資本店舗が廃業や破綻に追い込まれることが増え、低所得者や高齢者など自家用車の所有・運転が困難で、かつ住み替えの困難な居住者は、遠く百貨店を有する中心街（道府県庁所在地など）へ行くことを強いられることになる。ところがその中心街も郊外型大手大型スーパーとの競争に巻き込まれおり、耐震問題を抱えた百貨店を中心に廃業や倒産が相次いだ。その結果、中心街への買い物はおろか、郊外型大手大型スーパーへ公共交通機関を乗り継いで行くこともままならなくなり、近年はやむなく運賃の高額なタクシーを使って郊外型大型スーパーへ買い物へ行かざるを得なくなっている。
こうした状況を改善するため、政府は2006年にまちづくり3法のうち、都市計画法と中心市街地活性化法を改正して、大店立地法は指針改定を行い、商店街の再生に力を入れることとした。しかしすでに郊外型大手大型スーパーが地域住民のライフスタイルとして定着している地方も多く、シャッター街化するなどして立て直しが容易でない商店街も多いことなどが、今後の課題となっている。
地方都市だけでなく、東京の都心地域などでもタワーマンションに代表されるような大型開発により、地域に富裕層が増加して高級スーパーなどが進出して低価格スーパーや個人商店が撤退し、高齢者を中心にフード・デザート現象が発生している事例もある。